# 表千家
表千家（おもてせんけ）は、茶道流派の一つ。千利休を祖とする千家の家督を継いだ千家流茶道の本家であり、宗家は京都市上京区小川通寺之内通上るにある。
表千家を象徴する茶室不審菴（ふしんあん）の号の由来は「不審花開今日春」の語に由来しており、一般財団法人不審菴が管理している。
現在の家元は、千利休から数えて、15代目の猶有斎（ゆうゆうさい）千宗左（せんそうさ）である。代々の家元は紀州藩主（御三家）である紀州徳川家の茶頭として格式を誇り、紀州徳川家と強いつながりがあった三井家とも縁があった（後述）。
本家の表千家に対して分家の裏千家の名は、表通り（寺之内通）に南面した不審菴の裏に今日庵（裏千家）があることに由来する。現在は南北の小川通に西面して両家の正面があり左右に並んでいる。

## 歴史

### 成立
茶の湯の大成者である千利休（せんのりきゅう）の没後、千家は2代・千少庵（せんしょうあん）、3代・千宗旦（せんそうたん）と続いた。3代宗旦の三男である江岑宗左は、宗旦の隠居に伴い継嗣として不審菴を継承した。宗左は千家の直系を継いだわけであるが、宗旦は屋敷の裏に今日庵を建てて隠居所とした。宗旦の死後、今日庵を四男の仙叟宗室が受け継いで独立し、裏千家となった。また次男の千宗守が養子先から出戻ってきて別に一家を起こし武者小路千家となった。こうして表・裏・武者小路の三千家が成立した。
4代江岑宗左は、寛永19年（1642年）、茶の湯に造詣の深かった紀州藩初代藩主徳川頼宣の招きで紀州徳川家に仕えた。以後明治に至るまで表千家の歴代家元は紀州徳川家の茶頭として仕え、中級武士並の二百石の禄を受けた。また江岑は新院後西院より宸翰を拝領したり、東福門院より御作の香合を拝領したりと、御所や公卿らとの交流も深かった。
紀州徳川家の歴代藩主の中には茶の湯に興味をもつ者も少なくなく、6代覚々斎の時には紀州藩4代藩主から8代将軍になった徳川吉宗から、茶碗（桑原茶碗）を拝領した。後に9代了々斎の時には「数寄の殿様」と呼ばれ風雅を愛した徳川治宝の庇護を受けた。治宝は利休茶道の皆伝を受けるほど茶道に通じており、了々斎の晩年には治宝を家元とし茶事を催していた。それゆえ、治宝は幼くして了々斎の跡を継いだ10代吸江斎に了々斎から預かっていた皆伝を授ける形となった。現在の表千家表門は、治宝の不審菴への御成りにあたり紀州徳川家が建てたものである。ちなみに紀州で表千家の茶道は藩主から庶民にまで広がり、現在でも表千家の茶道が盛んである。このように表千家は紀州徳川家から格別の待遇を受けていた。現在でも、和歌山城下の和歌山市三木町堀詰橋南側には、「紀州藩表千家屋敷跡」の碑が建っており、往時を偲ばせる。
江岑の後を継いだ5代随流斎は、縁戚の久田家から養子に迎えており、江岑から見ると甥にあたる。随流斎は、江岑の庶子である友流斎三浦宗巴を後嗣としていたが早世したため、実家の久田家から兄宗全の子勘太郎を養子に迎え、のちの6代覚々斎となった。

### 元禄から化政にかけて
江戸期に表千家が果した役割として茶道史上特筆すべきは、6代覚々斎以降の、町方への普及である。元禄期を頂点とする江戸中期は経済の実権を町人が握り、千家は三井家の当主八郎右衛門など富裕町人を大量に門弟として受け入れた。そのため、従来の指導方法・組織では対応できなくなり新たな指導方法・組織が生み出されるとともに、町人文化の影響を受けて自由闊達な気風が吹き込まれた新たな茶風へと変容した。特に7代如心斎は、実弟である裏千家8代一燈宗室や、高弟である川上不白らと共に時代に即した茶風を創り出した家元として名高く千家中興と称される。
新たな組織とは、現在の芸事一般に見られる家元制度である。家元である千家当主が直属の門弟に稽古をつけてその分の教授料を取る。直属の門弟は自分の弟子に教えて教授料を取りその一部を家元に上納する。その弟子は更に自分の弟子に稽古をつけ、授業料を受け取りその一部を自分の師匠に上納する仕組みで、家元を頂点としたピラミッド型組織である。また家元は原則として許状（ゆるしじょう・おゆるし）の発行権を独占しており、中間の師匠は自分より上位の師匠、さらに家元へと許状の発行申請を取次ぎ、御礼（申請のための費用）も上納する義務がある。これによって家元を権威付け、分派独立を防ぐと同時に組織の経済的基盤を確立することができたといえる。
また、門弟数の増加に対応する新たな指導方法として七事式が制定された。如心斎、一燈宗室、川上不白、無学宗衍、堀内宗心らは、利休時代から存在していた茶カフキ、廻り炭、廻り花に加え、花月、且座、一二三（いちにさん）、員茶（数茶、かずちゃ）を考案し、碧巖録の七事随身の語からとって、七事式と名付けた。基本的に五人一組となって各人それぞれ役割が割り当てられ、五人が一度に稽古できるというものである。遊戯性があり大流行した。そのために花月楼とよばれる八畳敷きに一間床の広間が好まれ、江戸をはじめ各地に写しの茶室が造られた。
この7代如心斎らが行った組織改革は後世に千家流茶道を伝える基盤整備である一方で、単なる指導方法の変更のみならず、小規模空間で小人数をもてなすわび茶の世界を大きく変えていくことになる。如心斎の高弟だった川上不白は、江戸へ赴き武家社会に千家流をひろめ、のち江戸千家などの流祖となった。
8代啐啄斎のとき天明8年（1788年）の大火により、表裏両千家は伝来の道具のみを残して数々の茶室はすべて焼失してしまった。しかし翌年までに速やかに再建されて、利休居士二百回忌の茶事を盛大に催している。こうした復興が可能だったのも如心斎らによる家元制度の整備によるところが大きいと考えられる。
ちなみに三井家は紀州藩領であった伊勢松坂が一族のルーツであり、それが縁で紀州徳川家とは強いつながりがあった。三井家の惣領の家柄である三井北家6代三井高祐が紀州和歌山城下（西浜御殿）に招かれた際には、高祐が手造りした茶碗に治宝が亀の絵を描くなどしている。治宝や斉順が下賜した茶道具類が現在三井家には多数伝わっている。

### 明治以後
明治時代になると、茶道は旧時代の遺物として全く顧みられなくなり、かつ、紀州藩の手厚い庇護もなくなり、茶道・家元制度ともに存亡の危機に立たされた。この時、家元制度をとらずに特定の藩組織の中でのみ普及していた流派は消滅した（近年、いくつかは復興している）。
11代碌々斎は明治維新の苦境をしのいだが、家元を12代惺斎に譲った後の明治39年（1906年）に、失火により家元建物をほぼ全焼している。わずか1年で復興した天明の大火に比べると、再建に大正2年（1913年）までかかったことは、いかに茶道界に逆風が吹いていたかを示している。しかしその後は再び茶道人口が増加し、大正10年（1921年）に八畳敷の松風楼、昭和34年（1959年）には八畳に十畳二間が続く新席が建て増されている。
第二次世界大戦後は茶道の発展というよりも、茶道組織として発展した時代である。経済成長とともに茶道人口も爆発的に増加したが、真っ先に大衆化路線を推し進めた裏千家が増加した茶道人口の大部分を占め、表千家はその後塵を拝する形となった。裏千家・武者小路千家と共に三千家と呼ぶこともある。
昭和17年（昭和28年に再編）には、全国組織である表千家同門会を設立。
1975年（昭和50年）社団法人表千家同門会設立、その後2012年（平成24年）に一般社団法人表千家同門会を設立。

## 許状
「許状」は、稽古することを許可する趣旨の書面であり、実力認定の意味合いが強い「免状」「免許」「段位」などとは性格が異なる。現在「乱飾」以降は家元伝授のみであり、市中で教授を受けることはできない。また「真台子」の相伝は男性に限られ、女性に与えられる許状は「乱飾」までである。表千家教授は盆点、表千家講師は唐物の許状を得た上で、必要な要件を満たして申請することで資格を受けることができる。
| 許状                               | 概要 | 資格 |
| ---------------------------------- | --- | ---- |
| 入門（にゅうもん）                 | 取得をもって門人として登録される。割稽古・略点前からはじめて薄茶・濃茶の基本の点前や炭手前など、世間一般が茶道と聞いて思い浮かべるほとんど全てを含んでいる。 |      |
| 習事（ならいごと）                 | 習事八箇条、飾物五箇条からなり、特別な状況や道具に即した変化を学ぶ                                                                                           |      |
| 飾物（かざりもの）                 | 習事八箇条、飾物五箇条からなり、特別な状況や道具に即した変化を学ぶ                                                                                           |      |
| 茶通箱（さつうばこ）               | 台子点前の準備段階として重要な道具の取り扱いを学ぶ |      |
| 唐物（からもの）                   | 台子点前の準備段階として重要な道具の取り扱いを学ぶ | 講師 |
| 台天目（だいてんもく）             | 台子点前の準備段階として重要な道具の取り扱いを学ぶ |      |
| 盆点（ぼんてん）                   | 台子点前の準備段階として重要な道具の取り扱いを学ぶ | 教授 |
| 乱飾（みだれかざり）               | 台子点前 |      |
| 真台子（しんだいす、しんのだいす） | 真台子を用いた奥儀 |      |

## 歴代家元
千利休の没後、傍系の少庵（後妻の連子）の後を継いだ宗旦が京都に屋敷を構え三男・宗左に家督を継がせ表千家が本家となり、次男 宗守・四男 宗室にそれぞれ武者小路千家・裏千家を興させたのが三千家の始まりであるが、各家ともに家元は利休を初代として数える。表千家の家元は四代である江岑の諱「宗左」を受け継ぎ、家元後嗣（若宗匠）は「宗員」、隠居してからは元伯の諱「宗旦」を名乗る伝統である。
| 代   | 道号法諱 | 斎号   | 生没年                 | 備考                                                                                                 |
| ---- | -------- | ------ | ---------------------- | --- |
| 初   | 利休宗易 | 抛筌斎 | 1522年- 1591年2月28日  | |
| 二   | 少庵宗淳 |        | 1546年- 1614年10月10日 | 利休の後妻宗恩の連れ子で女婿                                                                         |
| 三   | 元伯宗旦 | 咄々斎 | 1578年- 1658年12月19日 | |
| 四   | 江岑宗左 | 逢源斎 | 1613年- 1672年10月27日 | はじめ宗受と名乗る。堪笑軒。母は宗旦の後妻である真厳宗見。                                           |
| 五   | 良休宗左 | 随流斎 | 1650年- 1691年7月19日  | 宗旦の娘クレと本間利兵衛の子で江岑の甥にあたる。久田宗全の弟。 襲名以前は宗巴と称した。              |
| 六   | 原叟宗左 | 覚々斎 | 1678年- 1730年6月25日  | 久田宗全の子 襲名以前は宗員と称した。妻秋との間に如心斎と裏千家の養子となった宗乾、一燈の3子がある。 |
| 七   | 天然宗左 | 如心斎 | 1705年- 1751年8月13日  | 襲名以前は宗員と称した                                                                               |
| 八   | 件翁宗左 | 啐啄斎 | 1744年- 1808年10月6日  | 襲名以前は宗員と称した 隠居して後は宗旦と称した                                                      |
| 九   | 曠叔宗左 | 了々斎 | 1775年- 1825年8月7日   | 久田宗渓の子                                                                                         |
| 十   | 祥翁宗左 | 吸江斎 | 1818年- 1860年6月6日   | 久田宗也の子で了々斎の甥 隠居して後は宗旦と称した                                                    |
| 十一 | 瑞翁宗左 | 碌々斎 | 1837年- 1910年1月7日   | 襲名以前は宗員と称した 隠居して後は宗旦と称した                                                      |
| 十二 | 敬翁宗左 | 惺斎   | 1863年- 1937年7月18日  | |
| 十三 | 無盡宗左 | 即中斎 | 1901年- 1979年8月29日  | |
| 十四 | 宗旦     | 而妙斎 | 1938年-                | 襲名以前は宗員と称した 隠居して後は宗旦と称した                                                      |
| 十五 | 宗左     | 猶有斎 | 1970年-                | 襲名以前は宗員と称した 当代                                                                          |

## 文化財
重要文化財
- 表千家祖堂
- 絹本著色千利休像
- 瀬戸黒茶碗（小原木）

名勝

不審菴（表千家）庭園

## 年表
- 1522年（大永2） - 和泉国・堺に田中与四郎（のちの千宗易、利休）生。
- 1546年（天文15） - 千少庵(のちの三千家共通の2代家元)生。父は宮王三郎三入（諸説あり）、母はのちの利休の後妻宗恩。
- 1569年（永禄12）頃 - 織田信長が堺を直轄地化。千宗易が茶堂として召し抱えられる。
- 1576年（天正4）頃 - 少庵が利休の娘・亀と結婚し、宗易の養子となる。
- 1578年（天正6） - 少庵の子・千宗旦（のちの3代家元咄々斎元伯宗旦）出生。
- 1582年（天正10） - 宗易が羽柴秀吉の命を受け、山城国山崎に待庵を完成させる。
- 1585年（天正13） - 宗易が豊臣秀吉の禁中茶会に奉仕し、正親町天皇から居士号「利休」を勅賜される。
- 1587年（天正15） - 利休が豊臣秀吉の命を受け、北野大茶湯を主管する。
- 1589年（天正17） - 利休の寄進により大徳寺の山門「金毛閣」が落成。
- 1591年（天正19） - 利休自害（70歳）。少庵は会津黒川城主の蒲生氏郷の下で蟄居となる。
- 1594年（文禄3） - 少庵が赦免され、千家を復興する。元伯宗旦が還俗する。
- 1600年（慶長5） - 少庵が隠居し、元伯宗旦が家督を継承する。
- 1613年（慶長18） - 元伯宗旦の三男・十三郎出生（のちの4代家元・逢源斎江岑宗左）
- 1614年（慶長19） - 10月10日 少庵死去（68歳）。元伯宗旦が家督を継承する。
- 1633年（寛永10） - 元伯宗旦が一畳台目の茶室『不審菴』を建立。
- 1642年（寛永19） - 元伯宗旦が大徳寺153世沢庵宗彭らの推薦を受けて、紀州藩に茶堂として200石で出仕。
- 1646年（正保3） - 元伯宗旦が隠居し、屋敷の裏手に移り住む（のちの裏千家今日庵。江岑宗左が家督を継承する。
- 1647年（正保4） - 江岑宗左が茶室『不審菴』を平三畳台目に建て替える。
- 1650年（慶安3） - 久田流久田家2代受得斎宗利の子・源三郎出生（のちの5代家元随流斎宗佐）
- 1658年（万治元） - 11月19日 元伯宗旦死去（80歳）
- 1663年（寛文3） - 7月頃　茶書『江岑夏書』成立。
- 1664年（寛文4）頃 - 久田源三郎（随流斎）が江岑宗左の養子となる。
- 1672年（寛文12） - 江岑宗左死去（60歳）
- 1678年（延宝6）-  久田家3代徳誉斎宗全の子・勘太郎出生（のちの6代家元・覚々斎宗左）
- 1689年（元禄2）-  久田勘太郎（覚々斎）が随流斎宗佐の養子となる。
- 1691年（元禄4）-  7月19日　随流斎宗佐死去（42歳）
- 1705年（宝永2）-  覚々斎宗左の長男・与太郎出生（のちの7代家元如心斎宗左）。徳川吉宗が5代紀州藩主に就任。
- 1716年（享保元） - 徳川吉宗が江戸幕府8代征夷大将軍に就任。
- 1723年（享保8） - 徳川吉宗が覚々斎宗左に唐津茶碗「桑原」を下賜する。
- 1730年（享保15） - 覚々斎宗左死去（53歳）。如心斎宗員が家元を継承し、宗左を襲名する。
- 1734年（享保19） - 如心斎宗左が茶杓30本を北野天満宮に寄進する。
- 1739年（元文4） - 利休150年忌。如心斎が利休祖堂を建立する。
- 1740年（元文5） - 如心斎宗左が、大徳寺聚光院に茶室『閑隠の席』を寄進する。
- 1741年（寛保元） - 如心斎宗左が、一燈宗室、川上不白らと七事式を制定する。
- 1744年（寛保4）-  如心斎宗左の長男・与太郎出生。（のちの8代家元・啐啄斎宗左）
- 1745年（延淳2） - 川上不白が江戸で表千家流の茶の湯の普及活動を開始。（のちの江戸千家）
- 1750年（寛延3）-  川上不白により、『利休遺偈』が発見され江戸・深川の豪商冬木家から千家に返納される。
- 1751年（寛延4） -  8月13日 如心斎宗左死去（47歳）。啐啄斎宗員が8歳で家元を継承する。
- 1757年（宝暦7） - 宗旦100回忌を営む。啐啄斎宗員が8代家元を継承し、宗左を襲名。
- 1775年（安永4）-  久田家6代挹泉斎宗渓の長男・貞蔵出生（のちの9代家元・了々斎宗左）
- 1788年（天明8）
  - 1月30日 -  天明の大火により家元屋敷焼失。
  - 10月26日 - 徳川治宝が第10代紀州藩主に就任。
- 1789年（寛政元）-  啐啄斎宗左が利休200年忌茶会を開催。
- 1804年（文化元）- 啐啄斎宗左が隠居し、宗旦に改名。
- 1808年（文化5） - 10月6日 啐啄斎宗旦死去（65歳）。了々斎が家元を継承し、宗左を襲名する。
- 1818年（文政元） - 久田家7代皓々斎宗也の次男・達三出生（のちの10代家元・吸江斎宗左)
- 1822年（文政5） - 紀州藩主・徳川治宝が家元屋敷を訪問。現在の不審庵の表門（武家門）が下賜される。
- 1825年（文政8） - 8月7日 了々斎宗左死去（51歳）
- 1828年（文政10）-  吸江斎宗左が紀州藩に出仕する。
- 1836年（天保7） - 4月26日 吸江斎宗左が徳川治宝から台子真点前の皆伝を受ける。
- 1837年（天保8） - 吸江斎宗左の長男・与太郎出生。（のちの11代家元碌々斎宗左）
- 1839年（天保10）-  吸江斎宗左が利休250年忌を営む。祖堂を改築。
- 1853年（嘉永5年） - 1月16日 紀州藩主・徳川治宝死去
- 1855年（嘉永7） - 吸江斎宗左が隠居し、宗旦に改名。碌々斎宗員が家元を継承し、宗左を襲名する。
- 1860年（万延元） - 6月6日 吸江斎宗左死去（43歳）
- 1863年（文久3） - 碌々斎宗左の長男・与太郎出生。（のちの12代家元惺斎宗左）
- 1880年（明治13） - 1月　碌々斎宗左が北野天満宮での献茶を行う。
- 1886年（明治19） - 碌々斎宗左が、北野大茶湯300年記念茶会を開催。
- 1887年（明治20） - 2月　碌々斎宗左が京都御所で明治天皇に茶を献ずる。
- 1889年（明治22） - 11月　碌々斎宗左が利休300年忌、随流斎200年忌の茶会を開催。
- 1892年（明治25） - 碌々斎宗左が隠居し、宗旦に改名。惺斎宗員が家元を継承し、宗左を襲名する。
- 1896年（明治29） - 惺斎宗左の長男・与太郎出生（のちの不言斎宗員）
- 1901年（明治34） - 惺斎宗左の次男・覚次郎出生（のちの13代家元・即中斎宗左）
- 1906年（明治39） - 1月26日　失火により利休祖堂を除き家元屋敷が焼失。
- 1910年（明治43） - 1月7日　碌々斎宗左死去（74歳）
- 1913年（大正2） - 不審菴再興。
- 1921年（大正10） - 不審菴敷地内に松風楼完成。
- 1936年（昭和11） - 不言斎宗員死去。（40歳）
- 1937年（昭和12）
  - 1月 - 株式会社河原書店創業。『和比』創刊（昭和19年（1944）に『茶道雑誌』に改題。）
  - 7月18日 -　惺斎宗左死去（74歳）。即中斎宗員が家元を継承し、宗左を襲名する。
- 1938年（昭和13） - 即中斎宗左の長男・岑一郎出生（のちの14代家元而妙斎宗左）
- 1940年（昭和15） - 4月　大徳寺にて、三千家が合同で利休350年忌茶会が開催。
- 1942年（昭和17） - 2月　表千家同門会発足。
- 1949年（昭和24） - 財団法人不審菴発足。
- 1956年（昭和31） - 東京都千代田区に表千家東京稽古場を開設。
- 1957年（昭和32） - 9月　大徳寺にて、三千家が合同で元伯宗旦300年忌を営む。
- 1970年（昭和45） - 而妙斎の長男・芳紀出生（のちの15代家元・猶有斎宗左）
- 1975年（昭和50） - 同門会を法人化し、社団法人表千家同門会が発足。
- 1979年（昭和54） - 8月29日 即中斎宗左死去（78歳）
- 1980年（昭和55） - 而妙斎宗員が14代家元を継承し、宗左を襲名する。
- 1990年（平成2） - 2月　大徳寺にて、三千家が合同で利休400年忌茶会が開催。
- 1994年（平成6年） - 京都市北区に表千家北山会館を開館。
- 1998年（平成10） - 不審菴文庫設立
- 2005年（平成17） - ホームページ『茶の湯　こころと美』を開設。
- 2008年（平成20） - 京都市上京区に表千家茶道会館を設立。
- 2012年（平成24） - 法令改正により、一般財団法人不審庵、一般社団法人表千家同門会に名称変更。
- 2018年（平成30） - 而妙斎宗左が隠居し、宗旦に改名。猶有斎宗員が15代家元となり、宗左を襲名。

### 茶家・人物
- 久田家 - 表千家の縁戚であり代々宗匠として表千家を支える茶家
- 堀内家 - 久田家と共に表千家を支える茶家。
- 吉田生風庵 - 名古屋の表千家流茶家
- 樂吉左衛門 - 6代左入は宗左（如心斎）から、9代了入は了々斎から、10代旦入は宗旦（吸江斎）から、13代惺入は惺斎から、14代覚入は覚々斎から1字を受けている。
- 永樂善五郎家 - 10代了全は了々斎から、16代即全は即中斎から、17代而全は而妙斎から1字を受けている。
- 出光昭介 - 不審庵理事、表千家同門会東京支部名誉支部長。出光興産名誉会長、出光美術館館長。
- 三井八郎右衛門 - 三井家11代当主。皆伝を受ける。
- 岩倉博文 - 表千家同門会道南支部長。苫小牧市長。
- 瀬谷俊雄 - 表千家同門会福島県支部長。元東邦銀行頭取、元全国地方銀行協会会長。
- 神谷昭男 - 表千家同門会東京支部長。トヨタ自動車取締役、立教学院理事長等を歴任。
- 安倍洋子 - 元・表千家同門会山口県支部長。
- 島正博 - 表千家同門会和歌山県支部長。島精機創業者。
- 七条明 - 表千家同門会徳島県支部長。元衆議院議員。
- 中尾清一郎 - 表千家同門会佐賀県支部長。佐賀新聞社代表取締役社長。
- 岩屋毅 - 元・表千家同門会大分県支部長。衆議院議員、元防衛大臣。
- 岸本正男 - 表千家同門会沖縄県支部長。元沖縄タイムス社長。
- 森下典子 - 作家。エッセイスト。

### 茶室
- 不審菴 - 同名の茶室は多く伝えられており、利休が大徳寺門前屋敷に設けた四畳半、少庵が再興した茶室、宗旦の一畳半台目茶室があるが、表千家に伝わっているのは江岑が宗旦と作ったとされる平三畳台目茶室（明治38年に焼失し、大正2年に再興）である。、
- 残月亭 - 少庵が千家再興ののちに、聚楽第利休屋敷にあった色付九間書院を基にしたもの。それぞれ二畳の上段・中段があり全体は12畳敷。上段の柱に豊臣秀吉が寄りかかり、突き上げ窓から名残の観月を行ったことからこの名がある。
- 蓑庵 - 大徳寺塔頭玉林院にある三畳中板入の茶室。如心斎好みと伝わる。
- 閑隠席 - 大徳寺塔頭聚光院にある茶室。利休150年忌にあたる1741年に如心斎が寄進したと伝わる。
- 曲木亭 - 重要文化財の角屋（下京区）に附属する茶室。覚々斎好みで、同筆の額が伝わる。
- 実際庵 - 養翠園（ようすいえん）にある表千家の茶室。養翠園は紀州藩主徳川治宝が作った御殿（西浜御殿）で、邸内には9代家元了々斎の二畳台目の茶室が遺されている。

### 茶道具
- 三木町棚（みきまちたな） - 和歌山市三木町にあった表千家の屋敷で4代江岑宗左が三種類の寄木（杉・檜・もみ）で作ったとされる棚。
- 桑原茶碗 - 紀州藩主から征夷大将軍となった徳川吉宗が、享保8年(1723)10月8日に覚々斎に与えた唐津茶碗。小納戸衆の桑原権左衛門によって覚々斎のもとに届けられたことからこの名がある。「不二と雪 茶碗ひとつや 夏の旅」という句を記した｢不二絵賛｣とともに表千家蔵。